# Paolo Tramezzani
Paolo Tramezzani (Castelnovo ne' Monti, 30 juli 1970) is een Italiaans voormalig voetballer en huidig voetbalcoach die speelde als verdediger.

## Carrière
Tramezzani startte zijn carrière in 1989 bij AC Prato, de volgende twee jaar speelde hij bij Cosenza Calcio en AS Lucchese 1905. In 1992 trok hij naar het grote Internazionale waarmee hij in 1994 de UEFA Cup won, hij speelde niet in de finale. In het seizoen 1994/95 speelde hij voor AC Venezia 1907. Het seizoen 1995/96 bracht hij door bij AC Cesena. 
Hij speelde daarop tweejaar voor Piacenza Calcio voordat hij voor twee seizoenen naar het Engelse Tottenham Hotspur trok. Na twee jaar in Engeland keerde hij terug naar Italië en sloot zich aan bij US Pistoiese 1921 maar keerde al snel terug naar Piacenza Calcio. Gedurende zijn laatste jaar bij de club werd hij uitgeleend aan Atalanta. Hij speelde van 2003 tot 2008 nog amateurvoetbal voor Aurora Pro Patria.
Na zijn spelerscarrière legde hij zich toe op het trainerschap. Hij begon als assistent van Giovanni De Biasi bij de nationale ploeg van Albanië. Nadien trok hij in 2016 naar het Zwitserse FC Lugano waar hij een jaar actief was. In 2017 was hij kort coach van FC Sion, van 2018 tot 2019 was hij coach van APOEL Nicosia waarmee hij in 2019 landskampioen werd. Van 2019 tot 2020 was hij coach van AS Livorno en daarna nog hetzelfde jaar bij FC Sion opnieuw. In 2021 was hij eerst coach bij HNK Hajduk Split en nadien bij het Saoedische Al-Faisaly Harmah. Daar vertrok hij na amper drie maanden om terug te keren naar het Zwitserse FC Sion.

## Erelijst

### Als speler
- UEFA Cup: 1994

### Als coach
- Cypriotisch landskampioen: 2019